# وزارة النقل (تايلاند)
وزارة النقل (بالتايلندية: กระทรวงคมนาคม)‏ هي وزارة في حكومة تايلاند مسؤولة عن تطوير وبناء وتنظيم أنظمة النقل البري والبحري والجوي في البلاد.